# Jankowskia taiwanensis
Jankowskia taiwanensis är en fjärilsart som beskrevs av Sato 1980. Jankowskia taiwanensis ingår i släktet Jankowskia och familjen mätare. Inga underarter finns listade i Catalogue of Life.